# 太子町立斑鳩小学校
太子町立斑鳩小学校（たいしちょうりついかるがしょうがっこう）は、兵庫県揖保郡太子町鵤にある公立小学校。斑鳩寺に隣接している。

## 校区
校区には以下の地区が含まれる。
- 鵤
- 馬場
- 阿曽
- 下阿曽

校区全域が太子西中学校の校区の一部である。

### 施設
- 斑鳩寺
- 太子郵便局

## 交通アクセス
- 神姫バス　鵤バス停下車
- 国道179号沿い　鵤交差点と鵤北ノ町交差点の中間点付近

## ゆかりの人物
- 野口聡一 - 宇宙飛行士（5年まで在籍[2]）

## 通学区域が隣接している学校
- 太子町立石海小学校
- 太子町立太田小学校
- 太子町立龍田小学校
- たつの市立誉田小学校